# Colocleora refulgens
Colocleora refulgens là một loài bướm đêm trong họ Geometridae.